# Questlove
Ahmir Khalib Thompson (Filadélfia, 20 de janeiro de 1971) conhecido profissionalmente como Questlove (estilizado como ?uestlove) é um percussionista, multi-instrumentista, produtor musical, DJ, jornalista musical e ator americano.  É um dos integrantes do grupo de hip-hop The Roots, junto com Black Thought. Questlove produziu álbuns para artistas como Elvis Costello, Common,D'Angelo, Erykah Badu , Jay-Z e Al Green. É membro das equipes de produção Soulquarians, The Randy Watson Experience, Soultronics, The Beat Biters (com os produtores Just Blaze e 9th Wonder), The Grand Negaz e The Grand Wizzards.

## Primeiros anos
Thompson nasceu na Filadélfia, em 1971, em uma família de músicos. Seu pai, Arthur Lee Andrews, era cantor do grupo de doo-wop Lee Andrews & The Hearts, popular na década de 1950; sua mãe fazia parte do grupo de soul Congress Alley. Duante a infância, Thompson acompanhava seus pais nas turnês, pois eles não queriam deixá-lo aos cuidados de uma  babá. Aos sete anos começou a se apresentar tocando bateria, e aos treze se tornou diretor musical.
Em 1987, Thompson ingressou na Philadelphia High School for the Creative and Performing Arts. Após se graduar, formou, com seu amigo Tariq Trotter (Black Thought) a banda The Square Roots,  que mais tarde abandonaria a palavra "Square", passando a ser  The Roots. Começaram a se apresentar na South Street, com Thompson tocando percussão e Trotter rimando sobre as batidas.